# RV Wecoma
Le RV Wecoma est un navire océanographique appartenant à la Fondation nationale pour la science (NSF) et exploité dans le cadre de la flotte de l'University-National Oceanographic Laboratory System (UNOLS) par le College of Oceanic & Atmospheric Sciences  de l’Université d'État de l'Oregon. Il était basé à Newport, dans l’État américain de l’Oregon, près du Hatfield Marine Science Center (en).

## Historique
Le RV Wecoma a effectué sa dernière croisière opérationnelle en novembre 2011 et  son remplacement provisoire a été effectué par le RV Oceanus  qui était l'ancien navire océanique de l'Institut océanographique de Woods Hole.

## Note et référence
- (en) Cet article est partiellement ou en totalité issu de l’article de Wikipédia en anglais intitulé « RV Wecoma » (voir la liste des auteurs).

1. ↑  Retrait du RV Wecoma - Site Université de l'Oregon